# Кнехт
Кнехт (от нидерл. knecht – „слуга“) – приспособление от едно или две ниски колчета на палубата на кораб или на вързалното устройство на причал, пристан или кей, на което се закрепват въжета. Служи за привързване или притегляне на кораби.
На дървените плавателни съдове се поставят и дървени колчета, но на металните съдове кнехтите са сдвоени кръгли метални колчета, които са отлети заедно с основата и са здраво закрепени за палубата. Металните кнехти обикновено са кухи, стоманени или чугунени, рядко медни. Част от конструкцията на кнехтите са шапките и приливи, предотвратяващи изхлузването на въжето нагоре. Според конструкцията се различават прави кнехти и кръстови кнехти, имащи хоризонтална твърда връзка между колчетата.
На палубата кнехти се поставят близо до клюзовете в носовата, кърмовата част и надлъжно по бордовете на съда. Кнехтите служат за закрепване на увивани като осморки въжета при швартовка (швартов кнехт) или буксиране (буксирен кнехт), а исторически към тях са закрепвани и котвените въжета. На платноходите кнехтите понякога имат и снабжали шкивове (ролка с канали, служеща като макара) за опъване и закрепване на частите на бягащия такелаж.